# Марта Антоняк
Марта Антоняк (нар. 1986, Забже) — сучасна польська художниця, авторка індивідуальних та групових виставок у Польщі та за кордоном.
Створює картини, предмети та інсталяції. Доктор образотворчого мистецтва, викладачка в Краківській академії образотворчих мистецтв імені Яна Матейка.

## Освіта
У 2006—2011 роках навчалася на кафедрі живопису Академії образотворчих мистецтв. Яна Матейка у Кракові. У 2010 році брала участь у програмі Life-Long Learning Program Erasmus в ArtEZ hogeschool voor de kunsten в Енсхеде (Нідерланди). У 2011 році отримала диплом з відзнакою в студії професора Анджея Беднарчика. У 2017 році захистила докторський ступінь у своєму рідному університеті.

## Творчість
Творам Марти Антоняк притаманний незвичний підхід до матерії, вони створені з використанням авторської техніки експерименту з пластиком. Основними елементами її творів є іграшки, завдяки яким отримані твори часто межують із формами, що виходять за рамки живопису. Авторка також активна у галузі скульптури, плоского та просторового колажу, а також інсталяцій та мистецьких композицій. Представляє проміжний спосіб мислення про творчість, акцентуючи увагу насамперед на проблемах споживацтва та надвиробництва, рясно спираючись на поп-культуру.
|  | Спосіб, за допомогою якого використовує ці пластикові релікти, корелює з тезою Італо Карвіно, який в одному із оповідань стверджує, що не існує скачка між категоріями корисних та цінних речей і сміттям. Письменник йде далі та надає відходам метафізичний відголос: викидання є першою необхідною умовою буття, оскільки хтось є завжди тим, що не викидається. Антоняк, акумулюючи в своїх творах те що викидають або продають, окреслює сама себе як ту, яка з пластикових відходів і непотрібних нікому іграшок створює новий пластиковий світ. |

```
                                                 - Марта Смолінська, «Пластик — нова природа: Марта Антоняк або пригоди живописця в епоху надпродукції» для Visual Communication (ст. 12, ном. 09/2017)
```

|  | «Дитинство Антоняк (...) випало на 90-ті роки XX століття, характеризоване в Польщі як десятиліття пластику.(...) Антоняк піддає пластикові, зіпсовані речі переробці, створюючи візуальні враження про стан сучасної епохи, глибоко позначеній консупційним синдромом» |

```
                                                 - Марта Смолінська, «Пластик — нова природа: Марта Антоняк або пригоди живописця в епоху надпродукції» для Visual Communication (ст. 12, ном. 09/2017) 
```

## Виставки

### Індивідуальні виставки
- 2019 — «Економія утилізації», Mathare Art Gallery, Найробі, Кенія
- 2019 — «Всі собаки», Galeria Stereo, Варшава
- 2017 — «Bulimia Cocktail Party», NoD, Прага (з Juliana Höschlová)
- 2017 — «Plastic Throat», Spółdzielnia Ogniwo, Краків
- 2017 — «Morbid, Widna», Краків (із Сюзан Марія Хемпель)
- 2016 — «Baccilus», F.A.I.T., Краків
- 2016 — «Swallowed», COLLECTIVA, Берлін
- 2014 — «Polikolor», BWA Sokół, Новий Сонч
- 2012 — «Holiday», Otwarta Pracownia, Краків
- 2012 — «Playroom», COLLECTIVA, Берлін

### Колективні виставки (вибране)
- 2019 — «Краківський салон мистецтва», Палац мистецтва, Краків
- 2019 — «Хвороба як джерело мистецтва», Національний музей у Познані, Познань
- 2018 — «Rośl-inne» ABC Gallery, Познань
- 2018 — «Краківський салон мистецтва», Pałac Sztuki, Kraków
- 2018 — «Ghost in the Shell», Garage Gallery Karlin, Прага
- 2018 — «Проба сил», BWA Катовіце, Катовиці
- 2018 — «Scattered Rhymes», Галерея XY, Оломунець, Чехія
- 2017 — «Kunstwerk Leben», Zentrum für verfolgte Künste, Солінген
- 2017 — «Кіоск. Вистава, яку першою бачив у житті», кіоск, Краків
- 2017 — «No Problem», Потенція, Краків
- 2017 — «Triangel # 1», Польський інститут у Дюссельдорфі, Дюссельдорф
- 2017 — «Triangel # 2», SITTart Gallery, Дюссельдорф
- 2017 — «Triangel # 3», ALTE POST, Дюссельдорф
- 2016 — Kompas Młodej Sztuki, Galeria (-1) PKOl, Олімпійський центр, Варшава
- 2016 — «WHO WANTS TO DIE?», rk Gallery, Берлін
- 2016 — «KREW-WERK», Фонд галереї Фоксаль, Варшава
- 2016 — «Медицина в мистецтві», Музей сучасного мистецтва у Кракові MOCAK, Краків
- 2016 — «Солодке», ABC Gallery, Познань
- 2015 — 42. Biennale Malarstwa «Бельська осінь 2015», Бельська галерея BWA, Бельсько-Бяла
- 2015 — «Митці з Кракова: Покоління 1980—1990», Музей сучасного мистецтва у Кракові MOCAK, Краків
- 2014 — 7 Трієнале молодих із назвою «Куншт», Центр польської скульптури в, Оронсько
- 2014 — «Мистецтво цінніше ніж болото», Бровар Любіч, Краків
- 2014 — «Nagie ściany są piękne», Browar Lubicz, Краків
- 2013 — 11. Конкурс Гепперта із назвою «Увага Живопис!», БВА Авангарда, Вроцлав
- 2013 — «Imaginary Landscapes II», Museum of Contemporary Art (MOCA), Тайбей, Тайвань
- 2013 — «Feathers», Gallery 33, Амстердам, Голландія
- 2012 — «BMW/ART/TRANSFORMY», Великий театр — Народна опера, Варшава
- 2009 — «Jeune Création Européenne — New Talents in the European Art Scene», Париж

## Нагороди та стипендії
- 2018 — двомісячна житлова програма в Гаражної галереї Kralin у Празі
- 2016 рік — нагорода за винятковий дебют у рейтингу Young Arts Compass 2016
- 2016 — Бренд Радіо Краків для виставки Baccilus у галереї FAIT
- 2015 рік — нормативне розмежування у 42 році. Бієнале живопису «Бельська осінь 2015», Галерея Бельська БВА, Бельсько-Бяла
- 2010 — Двомісячна житлова програма Jeune Creation Europeenne в Амаранте, Португалія
- 2010 — 3 місце на конкурсі Артистична Подорож Хестії

## Інституційні колекції
- Національний музей у Гданську
- Художня колекція Галерея Бельська БВА
- Канцелярія сейму Республіки Польща